# Championnats de France d'athlétisme en salle 2010
Navigation
Édition précédente Édition suivante
Les Championnats de France d'athlétisme en salle 2010 ont eu lieu les 27 et 28 février 2010 au Palais omnisports de Paris-Bercy de Paris. 

## Palmarès
| Discipline       | Hommes               | Hommes        | Femmes                 | Femmes        |
| ---------------- | -------------------- | ------------- | ---------------------- | ------------- |
| 60 m             | Christophe Lemaitre  | 6 s 56        | Myriam Soumaré         | 7 s 21        |
| 200 m            | Imaad Hallay         | 21 s 44       | Lina Jacques-Sébastien | 23 s 39       |
| 400 m            | Leslie Djhone        | 45 s 85       | Virginie Michanol      | 52 s 90       |
| 800 m            | Kévin Hautcœur       | 1 min 48 s 61 | Linda Marguet          | 2 min 4 s 54  |
| 1 500 m          | Abdelkader Bakhtache | 3 min 42 s 97 | Fanjanteino Félix      | 4 min 15 s 50 |
| 60 m haies       | Ladji Doucouré       | 7 s 58        | Alice Decaux           | 8 s 06        |
| Saut en hauteur  | Mickael Hanany       | 2,28 m        | Melanie Melfort        | 1,90 m        |
| Saut à la perche | Renaud Lavillenie    | 5,85 m        | Marion Buisson         | 4,30 m        |
| Saut en longueur | Salim Sdiri          | 8,24 m        | Vanessa Gladone        | 6,48 m        |
| Triple saut      | Colomba Fofana       | 17,16 m       | Teresa Nzola Meso      | 13,93 m       |
| Lancer du poids  | Gaëtan Bucki         | 17,16 m       | Laurence Manfredi      | 17,46 m       |
| 3 000 m marche   | -                    | -             | Christine Guinaudeau   | 13 min 5 s 63 |
| 5 000 m marche   | Antonin Boyez        | 20 min 0 s 00 | -                      | -             |
| Pentathlon       | -                    | -             | Antoinette Nana Djimou | 4 633 pts     |
| Heptathlon       | Nadir El Fassi       | 5 883 pts     | -                      | -             |